# IWGP Heavyweight Championship
O IWGP Heavyweight Championship (em japonês: IWGPヘビー級王座, IWGP hebī-kyū ōza) foi um título de wrestling profissional pertencente a promoção New Japan Pro Wrestling (NJPW). IWGP é um acrônimo da entidade máxima da NJPW, a International Wrestling Grand Prix  (インターナショナル・レスリング・グラン・プリ, intānashonaru resuringu guran puri). O título foi introduzido no dia 12 de Junho de 1987 nas finais do IWGP tournament. Foi unificado com o IWGP Intercontinental Championship em 4 de março de 2021 para formar o novo IWGP World Heavyweight Championship.
O título foi representado por quatro cinturões diferentes de 1987 a 2021. O cinturão de quarta e última geração foi introduzido em março de 2008. O título formou o que foi oficialmente chamado de "New Japan Triple Crown" (新日本トリプルクラウン, Shin Nihon Toripuru Kuraun) junto com o IWGP Intercontinental Championship e o NEVER Openweight Championship.

## História do título

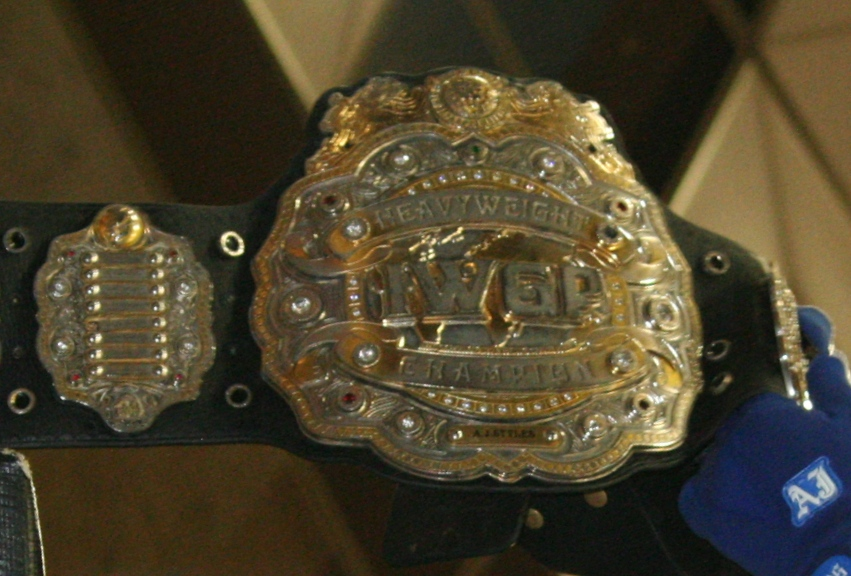
O cinto de Campeonato Peso Pesado IWGP.

Uma versão inicial deste título foi introduzida em 1983 para Hulk Hogan que foi o vencedor da IWGP League 1983. Desde então, o título foi defendido anualmente contra o vencedor da Liga IWGP do ano. Um novo IWGP Heavyweight Championship chegou apenas em 1987, substituindo a versão antiga. A versão de 1987 foi defendida regularmente e foi o principal campeonato da NJPW até a introdução do IWGP World Heavyweight Championship em 2021.
Ao longo da história do título, vários lutadores foram forçados a abandonar o título devido a uma incapacidade de participar nas defesas do mesmo. Quando um lutador foi ferido ou incapaz de competir por outras razões, os torneios foram realizados para determinar o novo campeão.
Em 2006, Brock Lesnar foi destituído do título por se recusar a defendê-lo, alegando que NJPW devia dinheiro a ele. A empresa passou a coroar um novo campeão, enquanto Lesnar manteve o cinturão físico. Ele assinou um contrato com a promoção de Antonio Inoki Inoki Genome Federation (IGF) em 2007, e perdeu o título para Kurt Angle no evento inaugural da promoção. Kurt Angle mais tarde perdeu o título numa luta de unificação contra o campeão reconhecido pela NJPW Shinsuke Nakamura em 2008.
Em 5 de janeiro de 2020, Tetsuya Naito venceu o Heavyweight e o Intercontinental Championship. Ambos os títulos mantiveram sua história individual, mas foram defendidos ao mesmo tempo. Às vezes, eles eram chamados de "Campeonato Duplo". Um ano após a vitória de Naito, o presidente Naoki Sugabayashi anunciou a unificação de ambos os títulos, desativando o título Intercontinental e formando o novo IWGP World Heavyweight Championship. Em 4 de março de 2021, Kota Ibushi derrotou El Desperado para unificar e aposentar os dois títulos.
Em 21 de outubro de 2021, após vencer o G1 Climax, o vencedor Kazuchika Okada pediu que o cinturão do IWGP Heavyweight Championship fosse concedido a ele por vencer o G1 em vez da típica pasta e contrato para uma luta do IWGP World Heavyweight Championship no Wrestle Kingdom 16. Em 25 de outubro no Road to Power Struggle, o pedido de Okada foi aprovado e ele apareceu com o título; apesar de deter o cinturão, Okada não foi reconhecido como campeão oficial e o título ainda é considerado desativado.

## Reinados

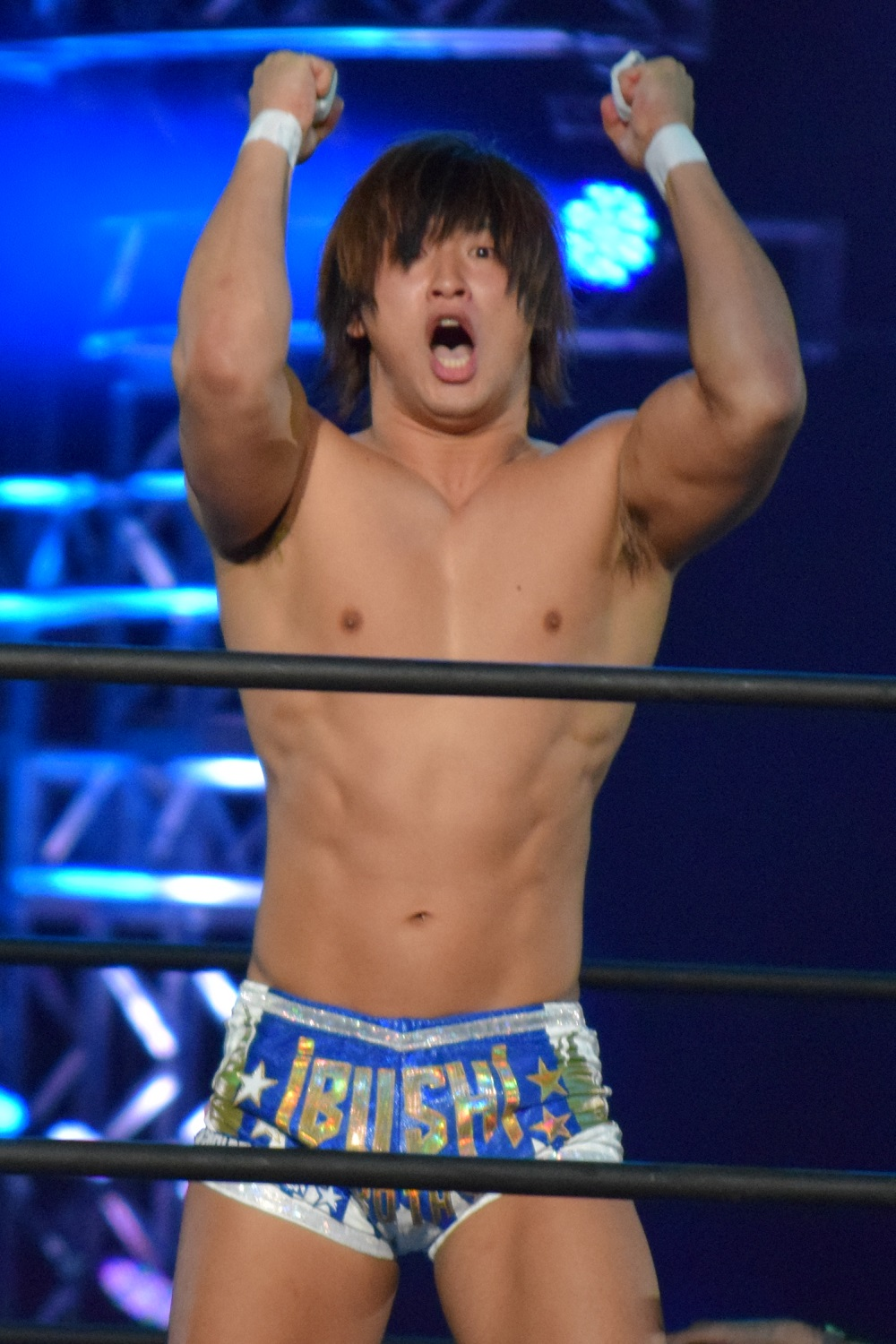
Kota Ibushi, o último campeão da história do título.

No total foram setenta e três reinados compartilhados entre trinta e um lutadores com o título ficando vago dez vezes. Big Van Vader, Salman Hashimikov, Scott Norton, Bob Sapp, Brock Lesnar, AJ Styles, Kenny Omega e Jay White foram os oito lutadores não japoneses (anunciados como gaijin) a terem detido o título, sendo Vader o primeiro campeão americano, Hashimikov sendo o único campeão nascido na União Soviética, Omega é o único campeão canadense e White o único campeão da Nova Zelândia. Antonio Inoki foi o primeiro campeão da história do título. Hiroshi Tanahashi deteve o recorde de mais reinados com oito. Kazuchika Okada deteve o recorde de reinado mais longo da história do título com 720 dias durante seu quarto reinado, durante o qual defendeu com sucesso o título 12 vezes, mais defesas do que qualquer outro detentor do título. O quarto reinado de Kensuke Sasaki de 16 dias é o mais curto da história do título. Ao longo de seus cinco reinados, Okada defendeu com sucesso o título 30 vezes, mais do que qualquer outro campeão.
| Nº          | Ordem de reinados na história.                   |
| Reinado     | O número de reinados de cada lutador.            |
| Localização | A cidade em que o título foi conquistado.        |
| Evento      | O evento em que o título foi conquistado.        |
| Defesas     | Número de defesas bem-sucedidas.                 |
| —           | Usados para o tempo em que o título estava vago. |

| Nº | Campeão                      | Mudança de campeão      | Mudança de campeão                       | Mudança de campeão   | Estatísticas do reinado | Estatísticas do reinado | Estatísticas do reinado | Notas | Ref.          |
| Nº | Campeão                      | Data                    | Evento                                   | Local                | Reinado                 | Dias                    | Defesas                 | Notas | Ref.          |
| -- | ---------------------------- | ----------------------- | ---------------------------------------- | -------------------- | ----------------------- | ----------------------- | ----------------------- | --- | ------------- |
| 1  | Antonio Inoki                | 12 de junho de 1987     | Summer Big Fight Series 1987             | Toquio, Japão        | 1                       | 325                     | 4                       | O Antonio Inoki derrotou Masa Saito na final de um torneio. |               |
| —  | Vago                         | 2 de maio de 1988       | N/A                                      | N/A                  | —                       | N/A                     | —                       | Vago devido a Antonio Inoki fraturar o pé esquerdo. |               |
| 2  | Tatsumi Fujinami             | 8 de maio de 1988       | Super Fight Series 1988                  | Toquio, Japão        | 1                       | 19                      | 1                       | Tatsumi Fujinami derrotou Big Van Vader para ganhar o título Vago. |               |
| —  | Vago                         | 27 de maio de 1988      | N/A                                      | N/A                  | —                       | N/A                     | —                       | Título levantou após defesa contra Riki Choshu terminou numa no contest. |               |
| 3  | Tatsumi Fujinami             | 24 de junho de 1988     | IWGP Champion Series 1988                | Osaka, Japão         | 2                       | 285                     | 7                       | Tatsumi Fujinami derrotou Riki Choshu para ganhar o título Vago. |               |
| —  | Vago                         | 5 de abril de 1989      | N/A                                      | N/A                  | —                       | N/A                     | —                       | Vago assim que o título poderia ser decidido num torneio. |               |
| 4  | Big Van Vader                | 24 de abril de 1989     | Battle Satellite in Tokyo Dome           | Tokyo, Japão         | 1                       | 31                      | 0                       | Big Van Vader derrotou Shinya Hashimoto na final de um torneio para ganhar o título Vago. |               |
| 5  | Salman Hashimikov            | 25 de maio de 1989      | Battle Satellite 1989 in Osaka Dome      | Osaka, Japão         | 1                       | 48                      | 0                       | |               |
| 6  | Riki Choshu                  | 12 de julho de 1989     | House show                               | Osaka, Japão         | 1                       | 29                      | 0                       | |               |
| 7  | Big Van Vader                | 10 de agosto de 1989    | House show                               | Toquio, Japão        | 2                       | 374                     | 4                       | |               |
| 8  | Riki Choshu                  | 19 de agosto de 1990    | House show                               | Toquio, Japão        | 2                       | 129                     | 1                       | |               |
| 9  | Tatsumi Fujinami             | 26 de dezembro de 1990  | King of Kings                            | Hamamatsu, Japão     | 3                       | 22                      | 0                       | |               |
| 10 | Big Van Vader                | 17 de janeiro de 1991   | New Year Dash 1991                       | Yokohama, Japão      | 3                       | 46                      | 0                       | |               |
| 11 | Tatsumi Fujinami             | 4 de março de 1991      | Big Fight Series 1991                    | Hiroshima, Japão     | 4                       | 306                     | 3                       | |               |
| 12 | Riki Choshu                  | 4 de janeiro de 1992    | Super Warriors in Tokyo Dome             | Toquio, Japão        | 3                       | 225                     | 4                       | Esta luta também foi pelo Greatest 18 Champion de Riki Choshu. |               |
| 13 | The Great Muta               | 16 de agosto de 1992    | G1 Climax Special 1992                   | Fukuoka, Japão       | 1                       | 400                     | 5                       | Esta luta também foi pelo Greatest 18 Champion de Riki Choshu. |               |
| 14 | Shinya Hashimoto             | 20 de setembro de 1993  | G1 Climax Special 1993                   | Nagoia, Japão        | 1                       | 196                     | 4                       | |               |
| 15 | Tatsumi Fujinami             | 4 de abril de 1994      | Battle Line Kyushu                       | Hiroshima, Japão     | 5                       | 27                      | 0                       | |               |
| 16 | Shinya Hashimoto             | 1 de maio de 1994       | Wrestling Dontaku 1994                   | Fukuoka, Japan       | 2                       | 367                     | 9                       | |               |
| 17 | Keiji Mutoh                  | 3 de maio de 1995       | Wrestling Dontaku 1995                   | Fukuoka, Japão       | 2                       | 246                     | 5                       | Keiji Mutoh já ganhou o título como The Great Muta. |               |
| 18 | Nobuhiko Takada              | 4 de janeiro de 1996    | Wrestling World 1996                     | Toquio, Japão        | 1                       | 116                     | 1                       | |               |
| 19 | Shinya Hashimoto             | 29 de abril de 1996     | Battle Formation                         | Toquio, Japão        | 3                       | 489                     | 7                       | |               |
| 20 | Kensuke Sasaki               | 31 de agosto de 1997    | Final Power Hall in Yokohama             | Yokohama, Japão      | 1                       | 216                     | 3                       | |               |
| 21 | Tatsumi Fujinami             | 4 de abril de 1998      | Antonio Inoki Retirement Show            | Toquio, Japão        | 6                       | 126                     | 2                       | |               |
| 22 | Masahiro Chono               | 8 de agosto de 1998     | Rising the Next Generation in Osaka Dome | Osaka, Japão         | 1                       | 44                      | 0                       | |               |
| —  | Vago                         | 21 de setembro de 1998  | N/A                                      | N/A                  | —                       | N/A                     | —                       | O título foi Vago devido a lesão no pescoço de Masahiro Chono. |               |
| 23 | Scott Norton                 | 23 de setembro de 1998  | Big Wednesday                            | Yokohama, Japão      | 1                       | 103                     | 4                       | Scott Norton derrotou Yuji Nagata para ganhar o título Vago. |               |
| 24 | Keiji Mutoh                  | 4 de janeiro de 1999    | Wrestling World 1999                     | Toquio, Japão        | 3                       | 340                     | 5                       | |               |
| 25 | Genichiro Tenryu             | 10 de dezembro de 1999  | Battle Final 1999                        | Osaka, Japão         | 1                       | 25                      | 0                       | | [ 13 ]        |
| 26 | Kensuke Sasaki/Power Warrior | 4 de janeiro de 2000    | Wrestling World 2000                     | Toquio, Japão        | 2                       | 279                     | 5                       | |               |
| —  | Vago                         | 9 de outubro de 2000    | N/A                                      | N/A                  | —                       | N/A                     | —                       | Vago depois de Kensuke Sasaki ter perdido uma luta sem o título em jogo contra Toshiaki Kawada no Do Judge!!. |               |
| 27 | Kensuke Sasaki               | 4 de janeiro de 2001    | Wrestling World 2001                     | Toquio, Japão        | 3                       | 72                      | 1                       | O Kensuke Sasaki derrotou o Toshiaki Kawada numa final do torneio para ganhar o título Vago. |               |
| 28 | Scott Norton                 | 17 de março de 2001     | Hyper Battle 2001                        | Nagoia, Japão        | 2                       | 23                      | 0                       | |               |
| 29 | Kazuyuki Fujita              | 9 de abril de 2001      | Strong Style                             | Osaka, Japão         | 1                       | 270                     | 2                       | |               |
| —  | Vago                         | 4 de janeiro de 2002    | N/A                                      | N/A                  | —                       | N/A                     | —                       | Kazuyuki Fujita desocupou o título devido a uma ferida no Tendão calcâneo. |               |
| 30 | Tadao Yasuda                 | 16 de fevereiro de 2002 | Fighting Spirit 2002                     | Toquio, Japão        | 1                       | 48                      | 1                       | Tadao Yasuda derrotou Yuji Nagata na final de um torneio para ganhar o título Vago. |               |
| 31 | Yuji Nagata                  | 5 de abril de 2002      | Toukon Special                           | Toquio, Japão        | 1                       | 392                     | 10                      | |               |
| 32 | Yoshihiro Takayama           | 2 de maio de 2003       | Ultimate Crush                           | Toquio, Japão        | 1                       | 185                     | 3                       | Esta luta tambem era pelo NWF Heavyweight Champion do Yoshihiro Takayama. | [ 14 ]        |
| 33 | Hiroyoshi Tenzan             | 3 de novembro de 2003   | Yokohama Dead Out                        | Yokohama, Japão      | 1                       | 36                      | 0                       | |               |
| 34 | Shinsuke Nakamura            | 9 de dezembro de 2003   | Battle Final 2003                        | Osaka, Japão         | 1                       | 58                      | 1                       | Shinsuke Nakamura derrotou Yoshihiro Takayama para unir o IWGP Heavyweight Championship com o NWF Heavyweight Championship no dia 4 de janeiro de 2004 no Wrestling World 2004. |               |
| —  | Vago                         | 5 de fevereiro de 2004  | N/A                                      | N/A                  | —                       | N/A                     | —                       | O título foi Vago devido á Shinsuke Nakamura sofrer de várias lesões. |               |
| 35 | Hiroyoshi Tenzan             | 15 de fevereiro de 2004 | Fighting Spirit 2004                     | Toquio, Japão        | 2                       | 26                      | 1                       | Hiroyoshi Tenzan derrotou Genichiro Tenryu na final do torneio para ganhar o título Vago. |               |
| 36 | Kensuke Sasaki               | 12 de março de 2004     | Hyper Battle 2004                        | Toquio, Japão        | 4                       | 16                      | 0                       | |               |
| 37 | Bob Sapp                     | 28 de março de 2004     | King of Sports                           | Toquio, Japão        | 1                       | 66                      | 1                       | |               |
| —  | Vago                         | 2 de junho de 2004      | N/A                                      | N/A                  | —                       | N/A                     | —                       | O título ficou Vago depois de Bob Sapp perder uma luta de K-1 contra Kazuyuki Fujita. |               |
| 38 | Kazuyuki Fujita              | 5 de junho de 2004      | The Crush II                             | Osaka, Japão         | 2                       | 126                     | 1                       | Kazuyuki Fujita derrotou Hiroshi Tanahashi para ganhar o título Vago. |               |
| 39 | Kensuke Sasaki               | 9 de outubro de 2004    | Pro-Wrestlers Be Strongest               | Toquio, Japão        | 5                       | 64                      | 2                       | |               |
| 40 | Hiroyoshi Tenzan             | 12 de dezembro de 2004  | Battle Final 2004                        | Nagoia, Japão        | 3                       | 70                      | 0                       | |               |
| 41 | Satoshi Kojima               | 20 de fevereiro de 2005 | New Year Gold Series                     | Toquio, Japão        | 1                       | 83                      | 1                       | Esta luta também era pelo Triple Crown Heavyweight Championship de Satoshi Kojima. |               |
| 42 | Hiroyoshi Tenzan             | 14 de maio de 2005      | Nexess VI                                | Toquio, Japão        | 4                       | 65                      | 1                       | |               |
| 43 | Kazuyuki Fujita              | 18 de julho de 2005     | Summer Fight Series                      | Sapporo, Japão       | 3                       | 82                      | 0                       | |               |
| 44 | Brock Lesnar                 | 8 de outubro de 2005    | Toukon Souzou New Chapter                | Toquio, Japão        | 1                       | 280                     | 3                       | |               |
| —  | Vago                         | 15 de julho de 2006     | N/A                                      | N/A                  | —                       | N/A                     | —                       | O título foi Vago devido á Brock Lesnar ser incapaz de defender o título por causa de "problemas com um visto de trabalho." Brock Lesnar recusou-se a entregar o título, e mais tarde foi reconhecido pela Inoki Genome Federation como seu primeiro campeão, usando o mesmo modelo de título. |               |
| 45 | Hiroshi Tanahashi            | 17 de julho de 2006     | Circuit2006 Turbulence                   | Sapporo, Japão       | 1                       | 270                     | 4                       | Hiroshi Tanahashi derrotou Giant Bernard na final de um torneio pelo título. |               |
| 46 | Yuji Nagata                  | 13 de abril de 2007     | Circuit2007 New Japan Brave tour         | Osaka, Japão         | 2                       | 178                     | 2                       | |               |
| 47 | Hiroshi Tanahashi            | 8 de outubro de 2007    | Explosion '07                            | Toquio, Japão        | 2                       | 88                      | 1                       | | [ 15 ]        |
| 48 | Shinsuke Nakamura            | 4 de janeiro de 2008    | Wrestle Kingdom II in Tokyo Dome         | Toquio, Japão        | 2                       | 114                     | 2                       | Shinsuke Nakamura derrotou Kurt Angle no dia 17 de fevereiro de 2008 na Circuit2008 New Japan Ism tour para unir a versão da NJPW e da IGF do IWGP Heavyweight Championship. |               |
| 49 | Keiji Mutoh                  | 27 de abril de 2008     | Circuit2008 New Japan Brave tour         | Osaka, Japão         | 4                       | 252                     | 4                       | |               |
| 50 | Hiroshi Tanahashi            | 4 de janeiro de 2009    | Wrestle Kingdom III in Tokyo Dome        | Toquio, Japão        | 3                       | 122                     | 3                       | |               |
| 51 | Manabu Nakanishi             | 6 de maio de 2009       | Dissidence                               | Toquio, Japão        | 1                       | 45                      | 0                       | |               |
| 52 | Hiroshi Tanahashi            | 20 de junho de 2009     | Dominion 6.20                            | Osaka, Japão         | 4                       | 58                      | 1                       | |               |
| —  | Vago                         | 17 de agosto de 2009    | N/A                                      | N/A                  | —                       | N/A                     | —                       | O título ficou Vago devido á Hiroshi Tanahashi fraturar a sua órbita ocular. |               |
| 53 | Shinsuke Nakamura            | 27 de setembro de 2009  | Circuit2009 New Japan Generation tour    | Kobe, Japão          | 3                       | 218                     | 6                       | Shinsuke Nakamura derrotou Togi Makabe para ganhar o título Vago. |               |
| 54 | Togi Makabe                  | 3 de maio de 2010       | Wrestling Dontaku 2010                   | Fukuoka, Japão       | 1                       | 161                     | 3                       | |               |
| 55 | Satoshi Kojima               | 11 de outubro de 2010   | Destruction '10                          | Toquio, Japão        | 2                       | 85                      | 1                       | |               |
| 56 | Hiroshi Tanahashi            | 4 de janeiro de 2011    | Wrestle Kingdom V in Tokyo Dome          | Toquio, Japão        | 5                       | 404                     | 11                      | |               |
| 57 | Kazuchika Okada              | 12 de fevereiro de 2012 | The New Beginning                        | Osaka, Japão         | 1                       | 125                     | 2                       | |               |
| 58 | Hiroshi Tanahashi            | 16 de junho de 2012     | Dominion 6.16                            | Osaka, Japão         | 6                       | 295                     | 7                       | |               |
| 59 | Kazuchika Okada              | 7 de abril de 2013      | Invasion Attack                          | Toquio, Japão        | 2                       | 391                     | 8                       | |               |
| 60 | A.J. Styles                  | 3 de maio de 2014       | Wrestling Dontaku 2014                   | Fukuoka, Japão       | 1                       | 163                     | 2                       | |               |
| 61 | Hiroshi Tanahashi            | 13 de outubro de 2014   | King of Pro-Wrestling                    | Toquio, Japão        | 7                       | 121                     | 1                       | |               |
| 62 | A.J. Styles                  | 11 de fevereiro de 2015 | The New Beginning in Osaka               | Osaka, Japão         | 2                       | 144                     | 1                       | |               |
| 63 | Kazuchika Okada              | 5 de julho de 2015      | Dominion 7.5 in Osaka-jo Hall            | Osaka, Japão         | 3                       | 280                     | 3                       | |               |
| 64 | Tetsuya Naito                | 10 de abril de 2016     | Invasion Attack 2016                     | Toquio, Japão        | 1                       | 70                      | 1                       | |               |
| 65 | Kazuchika Okada              | 19 de junho de 2016     | Dominion 6.19 in Osaka-jo Hall           | Osaka, Japão         | 4                       | 720                     | 12                      | |               |
| 66 | Kenny Omega                  | 9 de junho de 2018      | Dominion 6.9 in Osaka-jo Hall            | Osaka, Japão         | 1                       | 183                     | 3                       | Foi uma luta melhor de 3 em que Omega venceu por 2x1. |               |
| 67 | Hiroshi Tanahashi            | 4 de janeiro de 2019    | Wrestle Kingdom 13                       | Toquio, Japão        | 8                       | 37                      | 0                       | |               |
| 68 | Jay White                    | 11 de fevereiro de 2019 | The New Beginning in Osaka               | Osaka, Japão         | 1                       | 54                      | 0                       | | [ 16 ]        |
| 69 | Kazuchika Okada              | 6 de abril de 2019      | ROH/NJPW G1 Supercard                    | Nova Iorque, NY, EUA | 5                       | 274                     | 5                       | | [ 17 ]        |
| 70 | Tetsuya Naito                | 5 de janeiro de 2020    | Wrestle Kingdom 14 in Tokyo Dome         | Toquio, Japão        | 2                       | 189                     | 1                       | Esta luta também foi pelo IWGP Intercontinental Championship de Naito. | [ 18 ]        |
| 71 | Evil                         | 12 de julho de 2020     | Dominion in Osaka-jo Hall                | Osaka, Japão         | 1                       | 48                      | 1                       | Esta luta também foi pelo IWGP Intercontinental Championship de Naito. | [ 19 ]        |
| 72 | Tetsuya Naito                | 29 de agosto de 2020    | Summer Struggle in Jingu                 | Toquio, Japão        | 3                       | 128                     | 1                       | Esta luta também foi pelo IWGP Intercontinental Championship de Naito. | [ 20 ]        |
| 73 | Kota Ibushi                  | 4 de janeiro de 2021    | Wrestle Kingdom 15 in Tokyo Dome         | Toquio, Japão        | 1                       | 59                      | 3                       | Esta luta também foi pelo IWGP Intercontinental Championship de Naito. | [ 21 ] [ 22 ] |
| —  | Unificado                    | 4 de março de 2021      | Anniversary Event                        | Toquio, Japão        | —                       | —                       | —                       | Unificado com o IWGP Intercontinental Championship para formar o IWGP World Heavyweight Championship. | [ 23 ]        |

## Reinados combinados

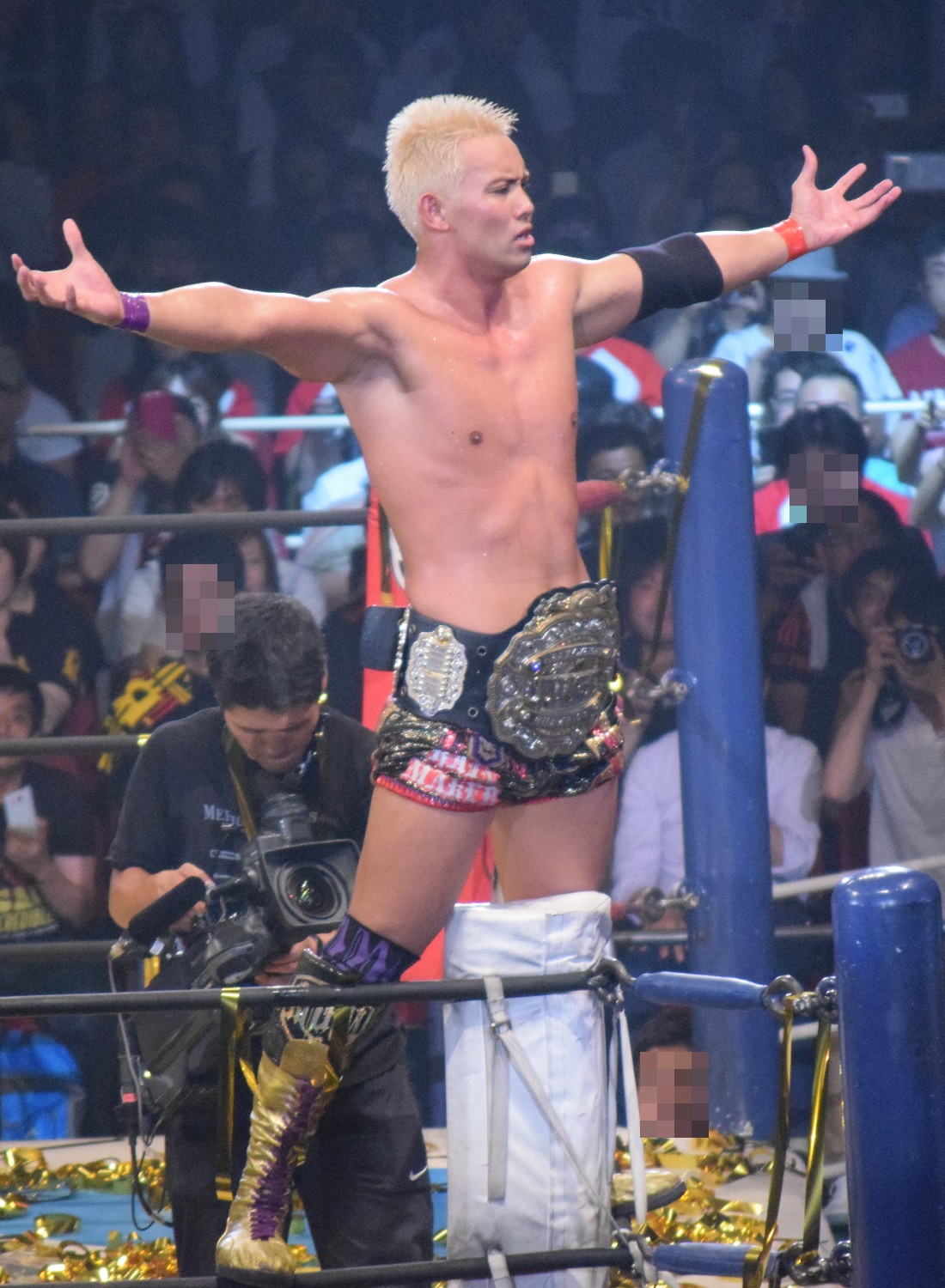
Kazuchika Okada detém os recordes de reinado mais longo com 720 dias, reinado combinado mais longo com 1.790 dias, mais defesas em um reinado com 12 e mais defesas combinadas com 30.

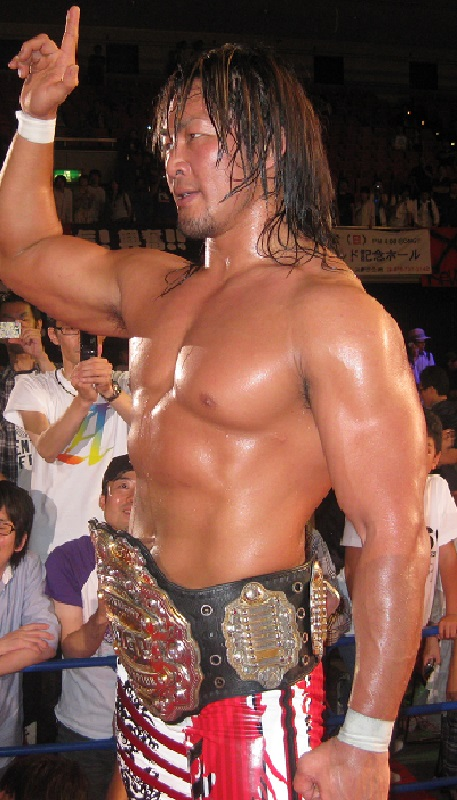
Hiroshi Tanahashi é o recordista de reinados com 8.

| Nº | Campeão                      | Nº de reinados | Defesas combinadas | Dias combinados |
| -- | ---------------------------- | -------------- | ------------------ | --------------- |
| 1  | Kazuchika Okada              | 5              | 30                 | 1.790           |
| 2  | Hiroshi Tanahashi            | 8              | 28                 | 1.396           |
| 3  | Keiji Mutoh/The Great Muta   | 4              | 19                 | 1.238           |
| 4  | Shinya Hashimoto             | 3              | 20                 | 1.052           |
| 5  | Tatsumi Fujinami             | 6              | 13                 | 785             |
| 6  | Kensuke Sasaki/Power Warrior | 5              | 9                  | 647             |
| 7  | Yuji Nagata                  | 2              | 12                 | 570             |
| 8  | Kazuyuki Fujita              | 3              | 3                  | 478             |
| 9  | Big Van Vader                | 3              | 4                  | 451             |
| 10 | Shinsuke Nakamura            | 3              | 9                  | 390             |
| 11 | Tetsuya Naito                | 3              | 3                  | 387             |
| 12 | Riki Choshu                  | 3              | 5                  | 383             |
| 13 | Antonio Inoki                | 1              | 4                  | 325             |
| 14 | A.J. Styles                  | 2              | 3                  | 307             |
| 15 | Brock Lesnar                 | 1              | 3                  | 280             |
| 16 | Kenny Omega                  | 1              | 1                  | 209             |
| 17 | Hiroyoshi Tenzan             | 4              | 2                  | 197             |
| 18 | Yoshihiro Takayama           | 1              | 3                  | 185             |
| 19 | Satoshi Kojima               | 2              | 2                  | 168             |
| 20 | Togi Makabe                  | 1              | 3                  | 161             |
| 21 | Scott Norton                 | 2              | 4                  | 126             |
| 22 | Nobuhiko Takada              | 1              | 1                  | 116             |
| 23 | Bob Sapp                     | 1              | 1                  | 66              |
| 24 | Kota Ibushi                  | 1              | 3                  | 59              |
| 25 | Jay White                    | 1              | 0                  | 54              |
| 26 | Evil                         | 1              | 1                  | 48              |
| 26 | Tadao Yasuda                 | 1              | 1                  | 48              |
| 26 | Salman Hashimikov            | 1              | 0                  | 48              |
| 29 | Manabu Nakanishi             | 1              | 0                  | 45              |
| 30 | Masahiro Chono               | 1              | 0                  | 44              |
| 31 | Genichiro Tenryu             | 1              | 0                  | 25              |